# Max Kaminsky
Max Kaminsky, (Brockton, 1908. szeptember 7. – New York, 1994. szeptember 6.) amerikai trombitás, zenekarvezető. Játszott Red Nichols, Eddie Condon, Benny Goodman, Tommy Dorsey, Glenn Miller, Artie Shaw, Bud Freeman, Pee Wee Russell, Art Hodes, Rod Cless, Jack Teagarden és sok mindenki más társaságában.

## Pályafutása
Kaminsky a Boston melletti Brocktonban, Massachusetts államban született zsidó családban. Pályáját 1924-ben Bostonban kezdte, majd 1928-ban Chicagóban George Wettlinggel és Frank Teschemacherrel dolgozott, a Cinderella Ballroomban szerepelt, 1929-ben pedig New Yorkban rövid ideig a Red Nicholsszal lépett fel.
Egy időben az Original Dixieland Jass Bandben játszott.
Körülbelül 1933-38 között kereskedelmi tánczenekarokban dolgozott, ugyanakkor Eddie Condon és Benny Carter, valamint Mezz Mezzrow  lemezfelvételeit is gondozta. Játszott Tommy Dorsey-vel (1936, 1938) és Artie Shaw-val 1938-ban, felvett lemezeket Bud Freemannel (1939-43), aki egy haditengerészeti zenekart vezetett a Csendes-óceán déli részén. Kaminsky velük turnézott.
1942-től fontos New York-i koncerteken vett részt a Carnegie Hallban és a Town Hallban. A következő évtől dixielandet játszott különböző együttesekkel. Az 1940-es években Sidney Bechet-tel, George Brunis-szal, Art Hodesszel, Joe Marsala-val, Willie „The Lion” Smithszel és Jack Teagardennel is dolgozott.
1949. december 15-én játszotta a „Birdland” nyitányát Charlie Parkerrel, Lester Younggal, Hot Lips Page-el és Lennie Tristano-val.
Zenészként televíziós műsorokhoz is kezdett dolgozni. Turnézott Európában Jack Teagarden és Earl Hines All Stars-jával (1957), és fellépett a New York-i Metropole és Ryan's-ben (az az 1960-as évek végétől 1983-ig, a Newport Jazz Festivalon és a New York-i világkiállításon (1964-1965).
1975-76-ban vezérként olyan felvételeket készített, amelyek jól illusztrálják stílusát, amely telt tónusú, gazdaságos és King Oliver, Freddie Keppard és Louis Armstrong módjára lendületes.
A "My Life in Jazz", Kaminsky V. E. Hughesszel írt önéletrajza 1963-ban jelent meg. Fényképgyűjteményét, kazettáttáit és dzsessz-műtárgyakat tartalmazó gyűjteményét a New Orleans-i Tulane Egyetem Dzsesszarchívumában helyezték el.

## Lemezek
MusicBrainz

## Fordítás
Ez a szócikk részben vagy egészben  a   Max Kaminsky című angol Wikipédia-szócikk ezen változatának fordításán alapul.  Az eredeti cikk szerkesztőit annak laptörténete sorolja fel. Ez a jelzés csupán a megfogalmazás eredetét és a szerzői jogokat jelzi, nem szolgál a cikkben szereplő információk forrásmegjelöléseként.